# Менжинське сільське поселення
Ме́нжинське сільське поселення (рос. Менжинское сельское поселение) — муніципальне утворення у складі Сладковського району Тюменської області, Росія.
Адміністративний центр — село Менжинське.

## Історія
3 листопада 1923 року були утворені Новоніколаєвська сільська рада, Рождественська сільська рада та Станиченська сільська рада. 27 вересня 1934 року була утворена Юр'євська селищна рада. 1937 року Юр'євська селрада перейменована в Менжинську сільську раду. 14 червня 1954 року ліквідовано Менжинську та Новоніколаєвську сільради. 16 жовтня 1959 року відновлено Менжинську сільраду. 18 липня 1960 року ліквідовано Станиченську сільраду.
2004 року Менжинська та Рождественська сільські ради перетворено в Менжинське сільське поселення, село Травне передано до складу Маслянського сільського поселення.

## Населення
Населення — 565 осіб (2020; 605 у 2018, 817 у 2010, 1251 у 2002).

## Склад
До складу поселення входять такі населені пункти:
| Населений пункт          | Населення, осіб (2002) | Населення, осіб (2010) |
| ------------------------ | ---------------------- | ---------------------- |
| Малий Куртал, присілок   | 141                    | 85                     |
| Менжинське, село         | 430                    | 325                    |
| Новоніколаєвка, присілок | 38                     | 11                     |
| Політотдільський, селище | 128                    | 80                     |
| Рождественка, присілок   | 308                    | 186                    |
| Станиченська, присілок   | 74                     | 47                     |
| Шадрінка, присілок       | 132                    | 83                     |